# 吲哚-3-丁酸
吲哚-3-丁酸（英語：Indole-3-butyric acid）是一种有机化合物，化学式为C12H13NO2，简称IBA。

## 合成
吲哚、γ-丁内酯与PTC和KOH回流，得到吲哚-3-丁酸钾，然后再经酸化得到产物：